# Latrunculia microacanthoxea
Latrunculia microacanthoxea är en svampdjursart som beskrevs av Samaai, Gibbons, Kelly och Davies-Coleman 2003. Latrunculia microacanthoxea ingår i släktet Latrunculia och familjen Latrunculiidae. Inga underarter finns listade i Catalogue of Life.